# Майер, Ульрике

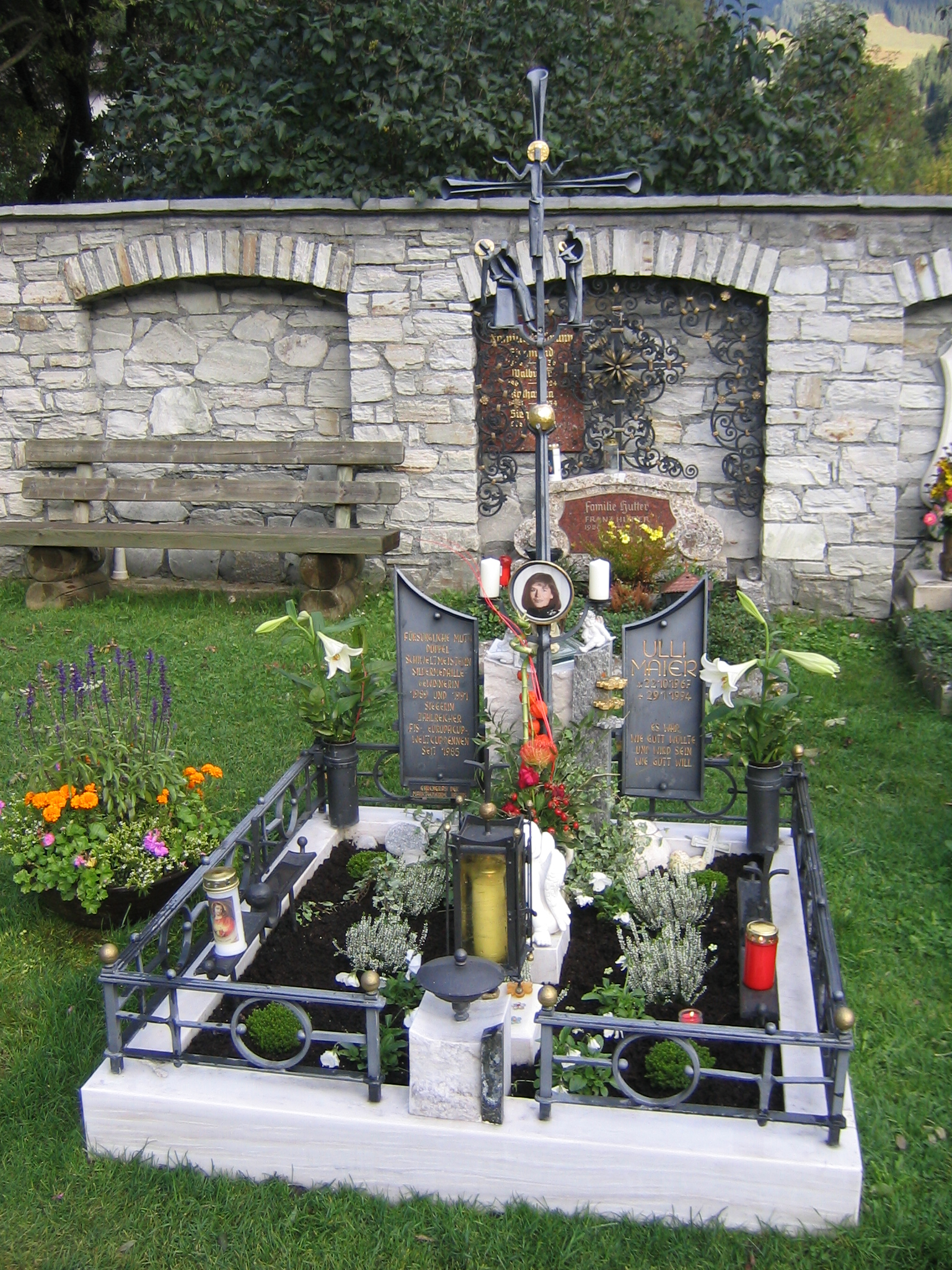
Могила Ульрике Майер в Раурисе

У́льрике Ма́йер (нем. Ulrike Maier; 22 октября 1967, Раурис, Зальцбург — 29 января 1994, Мурнау-ам-Штаффельзе, Бавария) — австрийская горнолыжница, двукратная чемпионка мира в супергиганте (1989 и 1991). Специализировалась в супергиганте и гигантском слаломе.

## Спортивная карьера
За карьеру одержала 5 побед на этапах Кубка мира (3 — гигантский слалом, 2 — супергигант). 4 раза заканчивала год в первой десятке общего зачёта Кубка мира (1988 — 8, 1989 — 7, 1993 — 5, 1994 — 7). Заняла 2-е место в зачёте супергиганта в сезоне 1992/93 (уступила Кате Зайцингер). Интересно, что свою первую победу на этапах Кубка мира Майер одержала уже после того как стала двукратной чемпионкой мира.
Только Майер, итальянка Изольде Костнер (1996 и 1997) и шведка Аня Персон (2005 и 2007) сумели дважды выиграть чемпионат мира в супергиганте.
Лучшая спортсменка года в Австрии в 1989 году.

### Ульрике Майер на Олимпиадах
Майер дебютировала на Олимпийских играх в 1988 году в Калгари. В гигантском слаломе Ульрике заняла 6-е место, проиграв бронзовой призёрке 38 сотых. На трассе слалома Майер стала 10-й, от медалей её отделило более 2 секунд.
В 1992 году в Альбервиле в супергиганте двукратная к тому времени чемпионка мира Майер заняла только 5-е место — до подиума ей не хватило 16 сотых. В гигантском слаломе Майер остановилась в шаге от медалей — лишь 0,06 сек ставшая 4-й Майер уступила Дайанн Рофф и Аните Вахтер, поделившим серебро.
До Олимпиады в Лиллехаммере-1994 Майер не дожила лишь несколько дней.

## Гибель
29 января 1994 года на трассе скоростного спуска (в котором Майер никогда не была сильна) в немецком Гармиш-Партенкирхене на скорости около 120 км/ч Майер потеряла равновесие (правая лыжа попала в выбоину на трассе) и сильно ударилась об одну из стоек. Майер упала на трассу, дополнительно получив множественные переломы (был сломан шейный позвонок и серьёзно повреждена сонная артерия). Ульрике была срочно доставлена в госпиталь в Мурнау, где скончалась в тот же день от полученных травм в возрасте 26 лет.
Свою последнюю победу на этапе Кубка мира Майер одержала в словенском Мариборе за 8 дней до гибели. По окончании сезона 1993/94 Майер планировала оставить горнолыжный спорт.
У Майер осталась дочь Мелани (1989 г.р.) и жених, отец ребенка, Хуберт Швайгхофер, полицейский из Зальцбурга.

## Победы на этапах Кубка мира (5)
| № | Сезон   | Дата        | Место                    | Дисциплина            |
| - | ------- | ----------- | ------------------------ | --------------------- |
| 1 | 1992/93 | 28 ноя 1992 | Парк-Сити                | Гигантский слалом     |
| 2 | 1992/93 | 13 дек 1992 | Вейл                     | Супергигант           |
| 3 | 1992/93 | 16 янв 1993 | Кортина-д’Ампеццо        | Супергигант (2)       |
| 4 | 1993/94 | 27 ноя 1993 | Санта-Катерина-Вальфурва | Гигантский слалом (2) |
| 5 | 1993/94 | 21 янв 1994 | Марибор                  | Гигантский слалом (3) |